# Sandrine Bailly

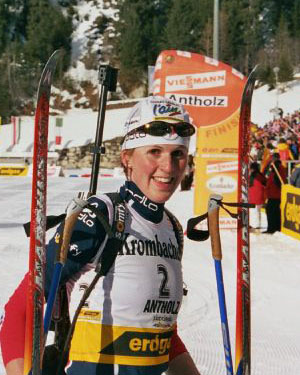
Sandrine Bailly i Antholz 2006

Sandrine Bailly, född 25 november 1979 i Belley, Frankrike är en fransk skidskytt.
Hon vann den totala världscupen 2004/2005. Samma säsong vann hon alla tre deltävlingarna i Pokljuka, vilket är mycket ovanligt. Hon tillhörde den absoluta världseliten tills hon slutade med sporten efter säsong 2009/2010.
Bailly har vunnit 20 världscuper i skidskytte , samt flera vinster på ungdoms- och juniornivå. Säsongen 2004/05 var hon den mest framgångsrika kvinnliga idrottaren totalt i världscupen (flest poäng i alla grenar) efter att ha kommit trea året innan. Hon vann också världscupens ranking i 10 km jaktstart. Säsongen 2007/08 slutade hon som tvåa totalt och, återigen, etta i jaktstarten.
Bailly har vunnit sju medaljer vid världsmästerskapen i skidskytte (tre i individuella grenar och fyra i stafett). Hon är känd för att ha vunnit guldmedaljen i jaktstart under världsmästerskapen 2003 i Chanty-Mansijsk , där hon delade den med den tyska skidskytten Martina Glagow.
Under flera år har Bailly också deltagit i de flesta stafettloppen för det franska landslaget. Hennes största framgång i den disciplinen var silvermedaljen i 4×6 km stafett vid vinter-OS 2010 i Vancouver, British Columbia, Kanada.
Bailly avslutade sin elitkarriär efter säsongen 2009/10 .

## Meriter
Olympiska vinterspel
- 2006: 
  - Stafett – brons

 Världsmästerskap
- 2003: 
  - Jaktstart – guld (delat med Martina Glagow)
  - Masstart – brons
- 2004: 
  - Masstart – brons
- 2006:
  - Mixed stafett - brons

 Världscupen
- Världscupen totalt
  - 2004: 3:a
  - 2005: 1:a
- Världscupen, delcuper
  - 2004:
    - Sprint – 2:a
    - Jaktstart – 3:a

  - 2005:
    - Jaktstart – 1:a
    - Sprint – 2:a

  - 2006:
    - Jaktstart – 3:a
- Världscuptävlingar: 15 segrar (mars 2006)